# Neprogramirano odlučivanje
Neprogramirano odlučivanje odnosi se na donošenje odluka u novim i nepoznatim situacijama i stoga te odluke nazivamo i inovativnim. Najčešći je oblik na višim razinama managementa (top management). Ova vrsta odlučivanja često zahtijeva subjektivno odlučivanje u rješavanju nesigurnih situacija i slabo definiranih problema o kojima se odlučuje. 